# Domul din Utrecht

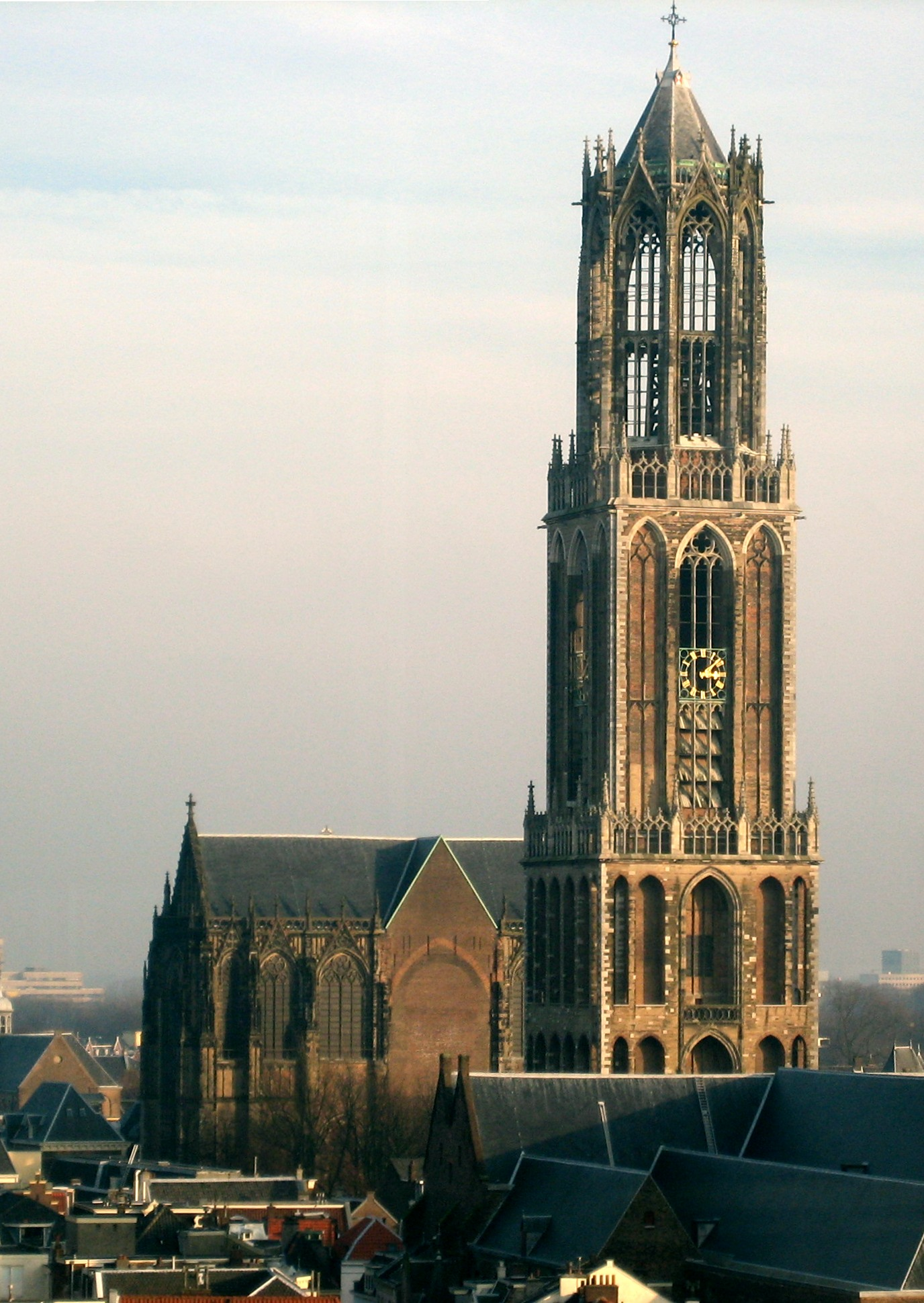
Domul din Utrecht

Domul din Utrecht, cu hramul Sfântul Martin, este o biserică gotică, care se află în centrul orașului Utrecht, Olanda. Edificiul este un simbol al localității Utrecht.
Biserica a fost construită în anul 1254 cu funcția de catedrală catolică pentru Episcopatul Utrecht. Din 1580, biserica a devenit protestantă.
Domul din Utrecht are o înălțime de 112,32 m. Cu această înălțime, este cel mai înalt turn de biserică al Olandei și cea mai înaltă clădire din orașul Utrecht.